# Ralph de Monthermer, 1:e baron Monthermer
Ralph de Monthermer, 1:e baron Monthermer, död 5 april 1325, var Joan av Acres andre make.
Efter den förste makens död 1295 gifte Joan av Acre 1297 i hemlighet om sig med Ralph de Monthermer, en riddare i hennes hushåll. Hennes far, kung Edvard I blev ursinnig över detta lågättade andra äktenskap, särskilt som han höll på att arrangera ett äktenskap för henne med en italiensk adelsman. Han lät kasta Monthermer i fängelse och Joan fick be för sin makes frigivning. Enligt St. Albans krönikeskrivare sade hon till fadern "Ingen ser något fel i om en stor earl gifte sig med en fattig och lågättad kvinna. Varför skulle det vara något fel om en grevinna gifter sig med en ung och lovande man?" Till slut gav fadern med sig och frigav Monthermer i augusti 1297, och gav tillåtelse att använda titeln earl av Gloucester och Hereford under Joans livstid. Monthermer och Joan fick fyra barn. 
1. Mary de Monthermer, född oktober 1297. 1306 arrangerade hennes morfar kung Edvard I arrangerade att hon skulle gifta sig med Duncan Macduff, 8:e earl av Fife.
2. Joan de Monthermer, född 1299, blev nunna vid Amesbury.
3. Thomas de Monthermer, 2:e baron Monthermer, född 1301.
4. Edward de Monthermer, född 1304, död 1339. Han stred under det skotska fälttåget 1335, men tillbringade en stor del av sitt liv i halvsystern Elizabeths tjänst, som tog hand om honom under hans sista sjukdom och begravde honom bredvid modern.

Då Joan avled förlorade Ralph de Monthermer sina titlar. Han gifte om sig, återigen i hemlighet, med Joanne, som var änka efter John de Hastings och syster till Aymer de Valence, earl av Pembroke.
Han tillfångatogs vid Bannockburn 1314.